# Banyuwangi Tour de Ijen
Il Banyuwangi Tour de Ijen è una corsa a tappe maschile di ciclismo su strada che si svolge dal 2012 nella Reggenza di Banyuwangi, in prossimità del vulcano Kawah Ijen (da cui la manifestazione prende il nome), sull'isola di Giava, in Indonesia. È inserita nel calendario dell'UCI Asia Tour come prova di classe 2.2.

## Albo d'oro
Aggiornato all'edizione 2025.
| Anno      | Vincitore         | Secondo               | Terzo             |
| --------- | ----------------- | --------------------- | ----------------- |
| 2012      | Choi Ki Ho        | Óscar Pujol           | Timo Scholz       |
| 2013      | Samad Poor Seiedi | John Ebsen            | Rahim Ememi       |
| 2014      | Peter Pouly       | Hossein Askari        | Amir Zargari      |
| 2015      | Peter Pouly       | Benjamín Prades       | Daniel Whitehouse |
| 2016      | Jai Crawford      | Ricardo García Ambroa | Dadi Suryadi      |
| 2017      | Davide Rebellin   | Amir Kolahdozhagh     | Víctor Niño       |
| 2018      | Benjamin Dyball   | Jesse Ewart           | Thomas Lebas      |
| 2019      | Robbie Hucker     | Michael Vink          | Jesse Ewart       |
| 2020-2023 | non disputato     | non disputato         | non disputato     |
| 2024      | Merhawi Kudus     | Metkel Eyob           | Benjamín Prades   |
| 2025      | Benjamin Prades   | Adne van Engelen      | Nicolò Pettiti    |

## Statistiche

### Vittorie per nazione
| Pos. | Nazione   | Vittorie |
| ---- | --------- | -------- |
| 1    | Australia | 3        |
| 2    | Francia   | 2        |
| 3    | Eritrea   | 1        |
| 3    | Hong Kong | 1        |
| 3    | Iran      | 1        |
| 3    | Italia    | 1        |